# Ideograma (escultura)
Ideograma fue una escultura de acero inoxidable creada en 1972 por James Rosati. La obra consistía en varias vigas en intersección con superficies reflectantes.
Encargada por la Autoridad Portuaria de Nueva York y Nueva Jersey en 1969, la estatua fue sometida a una prueba de túnel de viento antes de su instalación. Ubicada entre las Torres Gemelas del World Trade Center, frente al Marriott World Trade Center, la escultura resultó destruida durante los atentados del 11 de septiembre de 2001. Pese a la posibilidad de que la obra hubiese sobrevivido a los ataques y al derrumbe del complejo, el acero del que estaba compuesta la estatua era imposible de distinguir de los escombros de los edificios. En consecuencia, la escultura nunca pudo ser recuperada, siendo sus restos removidos de la zona cero junto a los escombros.
De acuerdo con Saul Wenegrat, director del programa de arte para la Autoridad Portuaria de Nueva York y Nueva Jersey, la escultura era probablemente la obra de arte del complejo más fotografiada debido a su aparición en numerosas publicaciones de moda.